# Municipio de West Looney
El municipio de West Looney (en inglés: West Looney Township) es un municipio ubicado en el condado de Polk en el estado estadounidense de Misuri. En el año 2010 tenía una población de 918 habitantes y una densidad poblacional de 15,71 personas por km².

## Geografía
El municipio de West Looney se encuentra ubicado en las coordenadas 37°27′28″N 93°26′39″O / 37.45778, -93.44417. Según la Oficina del Censo de los Estados Unidos, el municipio tiene una superficie total de 58.42 km², de la cual 58,03 km² corresponden a tierra firme y (0,67 %) 0,39 km² es agua.

## Demografía
Según el censo de 2010, había 918 personas residiendo en el municipio de West Looney. La densidad de población era de 15,71 hab./km². De los 918 habitantes, el municipio de West Looney estaba compuesto por el 96,19 % blancos, el 0,87 % eran afroamericanos, el 0,65 % eran amerindios, el 0,11 % eran asiáticos, el 0,11 % eran de otras razas y el 2,07 % eran de una mezcla de razas. Del total de la población el 0,87 % eran hispanos o latinos de cualquier raza.